# Lithobius mucronatus
Lithobius mucronatus är en mångfotingart som beskrevs av Karl Wilhelm Verhoeff 1937. Lithobius mucronatus ingår i släktet Lithobius och familjen stenkrypare. Inga underarter finns listade i Catalogue of Life.